# 南宗継
南 宗継（みなみ むねつぐ）は、鎌倉時代末期から南北朝時代初期の武将、官僚、政治家。高階姓南氏の棟梁。惟宗の子で、子に宗久ら。北朝遠江守、室町幕府侍所頭人・三河守護・備中守護。室町幕府初代執事の高師直の又従兄弟。足利氏の内紛観応の擾乱では、師直・将軍尊氏派の有力武将として参戦。擾乱後は、高一族生き残りの最長老の一人となり、執事仁木頼章に次ぐ尊氏の片腕として活躍した。なお、本項では、源姓南部氏の人とする異説も合わせて記述する。

## 生涯
高階姓南氏は、高階氏（高氏）の高重氏の子の高頼基（南頼基）を家祖とする一族で、鎌倉幕府の重鎮足利氏の家政機関である政所の筆頭奉行を代々務め、下野国足利荘丸木郷（現在の栃木県足利市名草）の領主だった。頼基の子の惟宗の子が宗継であり、宗家で後に室町幕府初代執事となる高師直とは又従兄弟の関係にある。
鎌倉幕府滅亡後の建武政権下でははじめ京都で勤務していたが、北条氏反乱の中先代の乱（1335年）が勃発すると、足利氏の棟梁足利尊氏に供奉して東国入りした。その後の建武の乱（1336年）で尊氏が勝利し、建武政権が崩壊すると、室町幕府に仕えた。
興国7年/貞和2年（1347年）頃、備中国の守護に任じられる。その他、室町幕府では侍所頭人や三河守護などを努めたこともある。
正平4年/貞和5年（1349年）後半、高師直（及びその後ろ盾の将軍尊氏）と尊氏の弟足利直義の間で勃発した足利氏の内紛観応の擾乱では、従兄弟の大高重成など直義党につく高氏庶流もいた中、宗継は師直派（尊氏派）として行動。正平6年/観応2年（1351年）1月頃には、自身が守護を務める備中国に派遣され、直義の養子足利直冬の東進を阻止するための抑えとして配置された（『房玄法印記』観応2年1月8日条）。しかし同年2月、師直は直義に敗れて投降し、護送中に暗殺されてしまった。
正平6年/観応2年（1351年）12月、薩埵峠の戦いで尊氏が直義に勝ち、観応の擾乱は尊氏派（旧師直派）の勝利で決着する。翌正平7年/観応3年（1351年）1月2日、将軍尊氏は宗継の功に報いるため、陸奥国伊具荘（現在の宮城県伊具郡北部）、下総国印西荘（現在の千葉県印西市）、上総国飫富荘（現在の千葉県袖ケ浦市飯富）、相模国和田・深見両郷（現在の神奈川県大和市上和田・下和田・深見）、および俣野彦太郎入道の跡地を宗継に与えた（足利市清源寺所蔵『将軍足利尊氏充行下文』正平7年1月2日付）。
擾乱に生き残った後は、尊氏の側近の一人として活躍。当時の正式な執事は仁木頼章であったにも関わらず、宗継が執事の職権である下文施行状を発給した事例が、少なくとも2点現存する（京都大学総合博物館所蔵『駿河伊達文書』所収の『正平7年（1352年）閏2月14日付南宗継施行状』等）。この時期の活動を指して、『清源寺本高階系図』では、「尊氏執権」とさえ記されたほどである。
正平12年/延文2年（1357年）、現在の栃木県足利市に、臨済宗の高僧虎関師錬の高弟大道一以を開山として招き、清源寺を開基した。
建徳2年/応安4年（1371年）3月29日死去（『清源寺五輪塔碑文』）。五輪塔は清源寺、および足利市光得寺に所在。

## 人物
絵画の才能があり、かつて清源寺には宗継の自画像という伝承のある肖像画があったという。

## 南部氏説
南部 宗継（なんぶ むねつぐ）もしくは南部遠江守宗継は、鎌倉時代末期から南北朝時代頃にかけて活動した武士。『太平記』に弟とされる、南部次郎左衛門尉とともに足利勢の武将として南遠江守、南次郎左衛門尉などとも描かれしばしば登場する人物。南部長継の子で、波木井南部氏4代目?、伊勢南部氏の祖。
近世こもんじょ館の南部氏系図における『系図纂要南部氏系図』では、伊勢南部氏は波木井南部氏とは違い、南部氏宗家第3代当主時実の4男として描かれているが、実政から3代後の宗継の時代当時の「太平記」に描かれた時代背景を考え合わせると、世代が1世代・30年くらいはずれてしまい伊勢南部氏の初代を実政とする系図纂要の系図は他の南部氏系図と比較しても南部氏系図としては妥当性を欠く系図になっている。しかし、初代を波木井南部氏の実長と置き換えると、時代背景や系図上も合っているのがみえてくる。
これは山梨県南部町の諏訪明神社所蔵の南部氏系図で義行の父、義光と義元が置き換えられた系図作成手法そのままである。
伊勢南部氏が宗継以降足利氏に仕えたのは、鎌倉幕府を倒した尊氏らの不満から建武の新政が崩壊した結果南北朝の争いとなり、伊勢方面で活動していた父の長継と貞継は相変わらず南朝に付いたが、長継の命で？倒幕時に尊氏に従っていた宗継兄弟は有無を言わせず父や本家筋の根城南部氏・甲斐南部氏・三戸南部氏と対立、争う結果を招いて従しまった歴史の非情さを物語っている。
また、宗継の又従兄弟にあたる波木井南部氏の南部長氏の子とみられる政氏も足利尊氏の供奉の列にみえる。
これは南北朝時代そのものが特に同族や兄弟までが相争う時代だったが為、南部氏もご多分に漏れず鎌倉幕府崩壊以降、否応なく巻き込まれてしまったと言える。
『太平記』では、義貞追討の節度使や、多々良浜の戦い、湊川の戦いの後の山門攻め、天龍寺の大仏供養、四條畷に向かう高師直の2万騎などに大将格で南部遠江守宗継を名乗り弟と共に列した宗継だが、高師直の軍に加わり楠木正行3兄弟や、八戸南部氏の南部信政を討ち果たしたとされる四條畷の戦い以後、宗継は弟の次郎左衛門尉とともに南氏として描かれている。宗継は武蔵野合戦では足利基氏の警護役に南遠江守として就いている。そしてこの武蔵野合戦の笛吹峠の戦いには、山門攻めの際に足利尊氏に対し、後醍醐帝に近侍して敵対していた甲斐南部氏の嫡流、南部義重の子とされる南部常陸介が足利勢の新手として参陣していた。
恥を恐れ名前を大事にした武家の姓が変わっているが、太平記の宗継兄弟が南氏姓に変ったのは四條畷の戦いからである。宗継兄弟が姓を変えたのは同族の信政を討ち果たしたためか、それとも勝利者側としての足利氏への『太平記』の作者の配慮か、はた又権力者の足利氏の意図が込められたものかは不明だが、観応の擾乱以降、宗継兄弟の名前は『太平記』では見られなくなる。